# 乌格里奇克里姆林宫

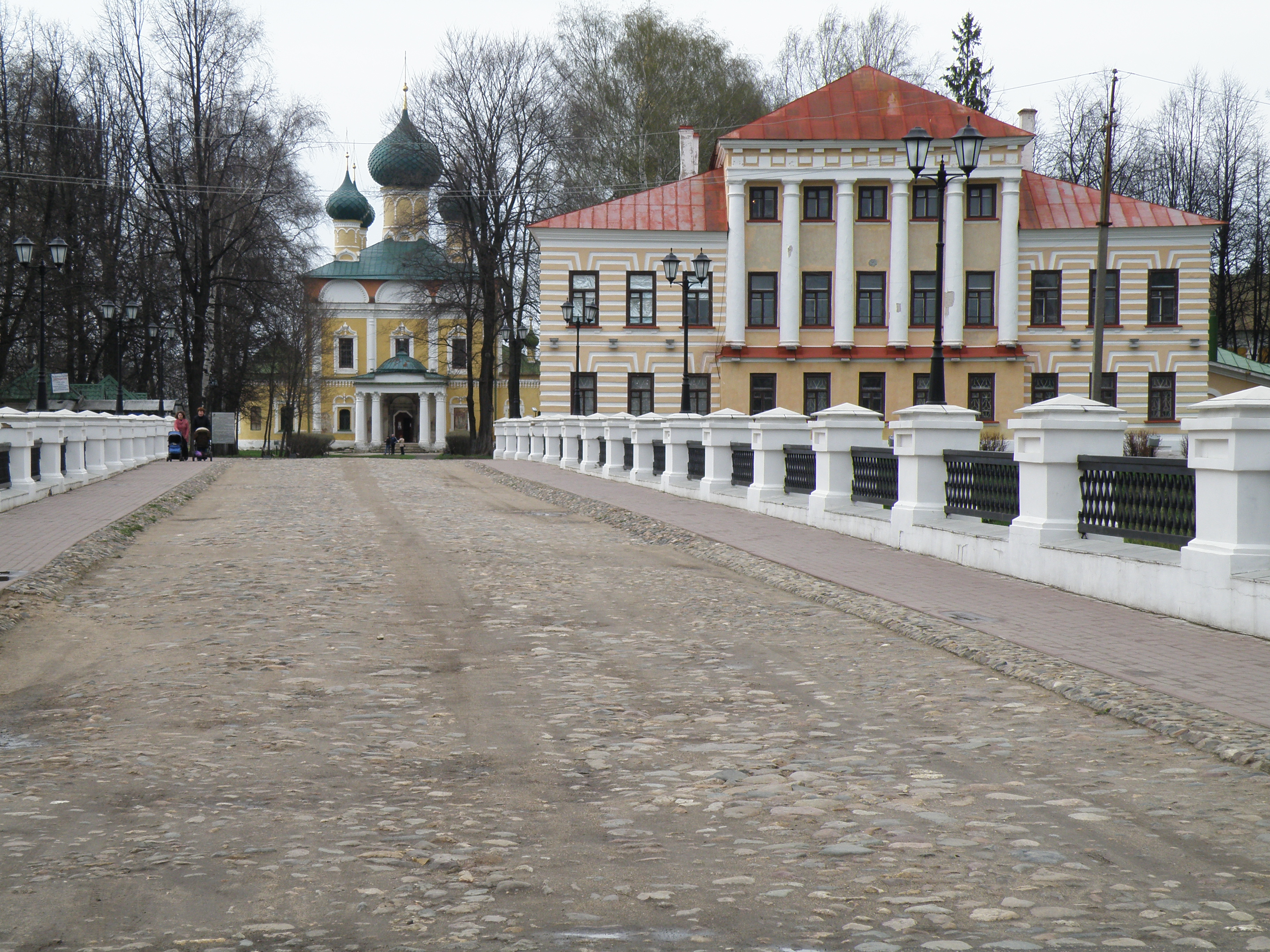
乌格里奇克里姆林内的耶稣复活教堂和市议会大厦

乌格里奇克里姆林宫是一座位于俄罗斯烏格里奇历史悠久的城堡。该城堡建造于10世纪，是乌格里奇城镇中最古老的部分。宫殿位于伏尔加河的右岸高侧，还有另外伏尔加河的支流围绕着城堡，人们将小河扩大，以此为宫殿修建了护城河。
克林姆林宫的城墙原本是用石头与木质材料建成的，但是几百年间城墙不断的倒塌损毁。在1660-1662年，人们最后一次修复城墙、瞭望塔和护城河桥。但由于总是损毁，在一百年后他们终于还是将这些建筑都拆除了，以前修建的防御工事里唯一剩下的只有护城河。
昔日的城堡中的建筑被保存下来的还有：宫殿、德米特里王子滴血教堂、耶稣复活教堂及其旁边的钟楼、城市杜马。

## 宫殿
乌格利奇克里姆林内的宫殿在1481年建造，是中世纪俄罗斯少数使用砖块建起的民用建筑。这座宫殿是在俄罗斯伊万三世的兄弟安德烈·瓦西列维奇·巴尔奇伊（Andre Vasilevich Balchoy）时代修建的，他还在克里姆林宫建造了救世主大教堂。考古发掘表明，宫殿的其他部分是用木头建造的，只有这座保留至今的宫殿主要部分建筑是用砖砌成的。宫殿的主要部分由没有经过绘画与装饰的柱子组成的拱形大厅。墙壁很厚实，房间在低矮的地下，被黑暗所覆盖。这幢建筑分为两层，由装饰的楼梯相连。

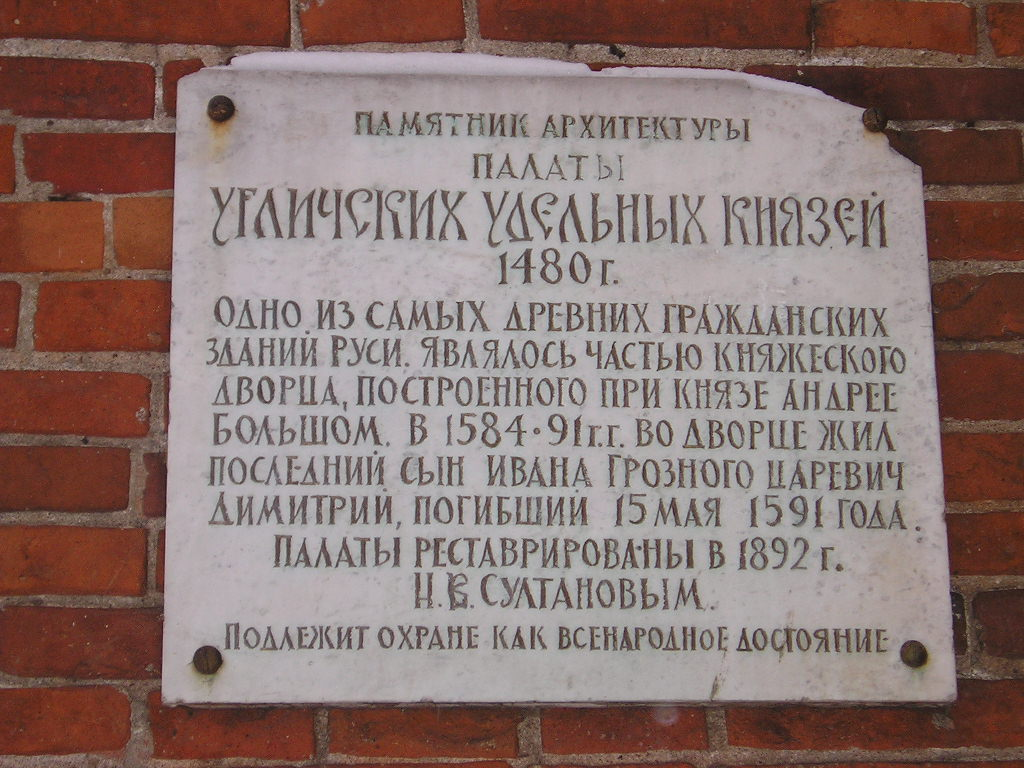
钱伯斯大厦的门牌

## 德米特里王子滴血教堂

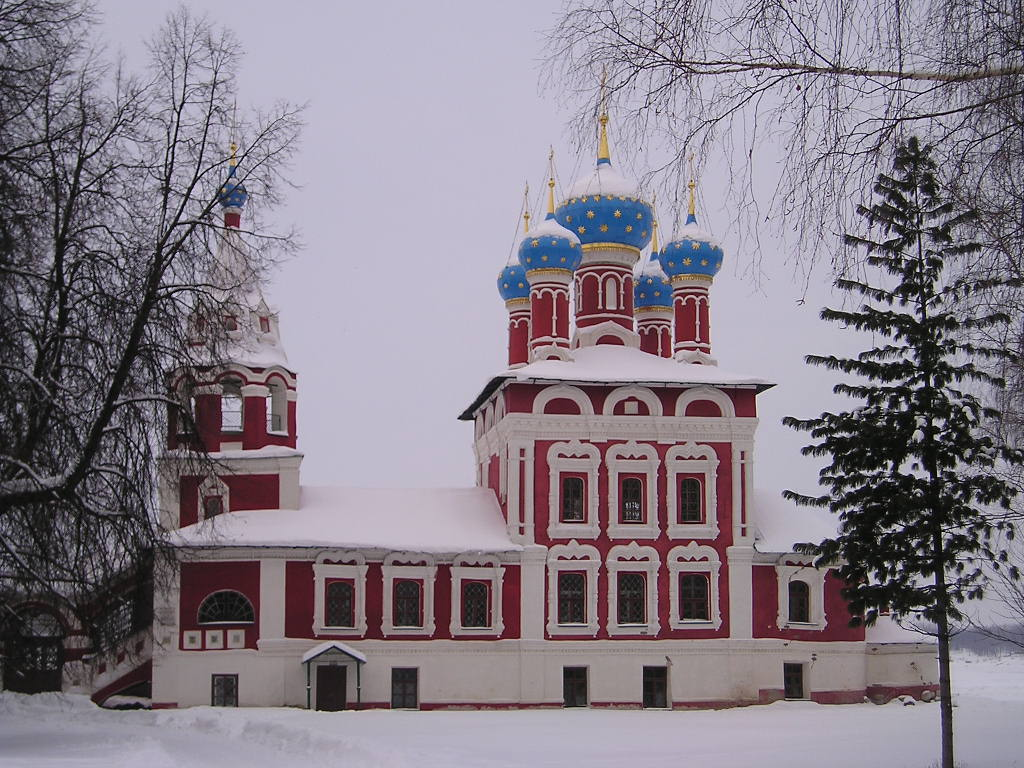
德米特里王子滴血教堂

察列維奇烏格里奇的德米特里于1591年在乌格利奇“滴血教堂”旧址的木质教堂离奇死亡。为了纪念这位小王子，1692年在旧址上重建了石质教堂，也就是今日的“滴血教堂”。
教堂蓝色的洋葱顶与星星代表着天堂，是人们对小王子能够在天堂中平安喜乐地生活的祝愿。血红的墙体，蓝色的屋顶，装饰搭配白色的飞檐和壁柱。红色代表鲜血、白色代表纯洁、教堂蓝色的洋葱顶与星星代表着天堂，是人们对小王子能够在天堂中平安喜乐地生活的祝愿。
教堂还保留了18世纪下半叶的画作，画作描绘了德米特里王子被害，以及因为小王子报仇杀死歹徒而被镇压的群众。教堂餐厅的壁画记载了圣经的创世纪篇：亚当和夏娃被逐出伊甸园。壁画描绘的是超现实主义版本裸体的亚当和夏娃，而这也是教堂里最早突破世俗的作品之一。

## 耶稣复活教堂与钟楼

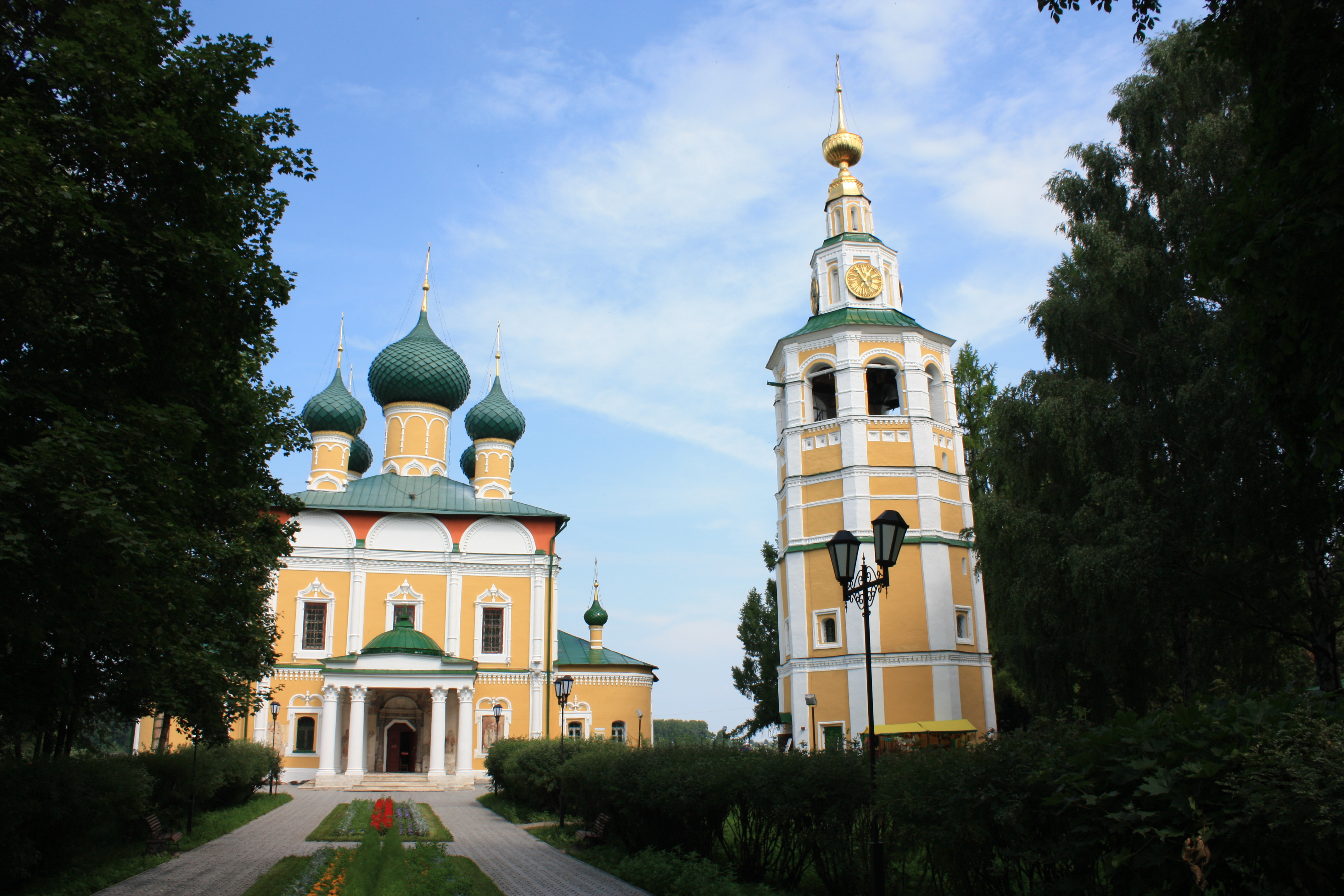
耶稣复活教堂与钟楼

教堂的五个圆屋顶形成一个整体，中间没有支柱，内部给人一种威严和庄严的印象，教堂的墙壁上覆盖着十九世纪的绘画。钟楼在1730年建于大教堂南面。

## 城市杜马
位于克里姆林宫南面的城市杜马建筑建于1815年。